# Guido von Nantes
Guido (Wido) von Nantes († 802/814) war Graf von Nantes und Markgraf der Bretonischen Mark. Er war als Sohn von Lambert aus der Familie der aus Austrien stammenden Widonen und der Bosonidin Deotbric.
Graf Wido ist Nachkomme und Besitznachfolger des Warnharius, der um 742 das Kloster Hornbach in der Pfalz stiftete; ebenfalls Nachkommen des Warnharius sind Willigart (828 Schenkerin von Wilgartswiesen (Pfalz)) und ihr Nepos Warnharius; zu den Besitznachfolgern und vermutlich auch zu den Nachkommen Warnharius’ gehört darüber hinaus Werner, der Stammvater der Salier, wodurch die Verwandtschaft der beiden Familien belegt ist, ohne dass sie konkret fassbar wird.
Guido tritt erstmals gemeinsam mit dem Abt Fulrad von Saint-Denis – noch im Dienst des Königs Pippin der Jüngere († 768) – im Elsass und in der Ortenau auf. Auf Druck Karls des Großen musste er 782 seine Ansprüche, die er auf das Kloster Mettlach erhob, dass sein Vater in seinen Besitz gebracht hatte, aufgeben. 796 treten er und sein Bruder Warnharius als Besitzer des Klosters Hornbach auf.
Die Herrschaft über Nantes und die Bretonische Mark erhielt er vor 799, gleichzeitig wurde sein Bruder Frodoald (Hrodolt) ihm als Graf von Vannes unterstellt; in der Zeit danach scheint er die Bretagne – wenigstens kurzzeitig – weitgehend unterworfen zu haben. Drei Jahre später (802) ist er kaiserlicher Missus in der Touraine.
Seine Nachfolge sowohl in Nantes als auch der Mark trat sein Sohn Lambert I. von Nantes an, der bereits 806 als Graf und 818 als Markgraf genannt wird.